# Leopold Stocker Verlag
Leopold Stocker Verlag — издательская группа, штаб-квартира которой расположена в австрийском городе Грац. Основной специализацией компании являются публикации на темы сельского хозяйства, охоты, кулинарии, народных ремёсел, краеведения и туризма. Помимо прочего издательство Leopold Stocker Verlag владеет правами на торговую марку Ares-Verlag, под которой осуществляется публикация литературы консервативного и ультраправого толка.

## История

### Издательская группа в период c 1917 до 1949 года
Сертифицированный специалист по сельскому хозяйству Леопольд Стокер получил разрешение на создание издательской группы от городского совета Граца 13 апреля 1917 года. Идею её создания подсказал друг Леопольда Стокера — Петер Розеггер (нем. Peter Rosegger).
Первые публикации издательской группы были посвящены сельскому хозяйству и осмыслению последствий крушения Австро-Венгерской империи. В 1918 году в издательстве выходят книги «Развитие скотоводства Штирии в послевоенное время» (нем. Die Rindviehzucht Steiermarks und ihre Förderung nach dem Kriege), «Земельная реформа» (нем. Bodenreform heraus!) и «Военные долги» (нем. 65000 Millionen Kriegsschulden). В следующем году издательство публикует «Руководство по производству семян» (нем. Grundregeln der Saatgutgewinnung), «Разведение овощей» (нем. Einträglicher Feldgemüsebau) и «Руководство по почвоведению, растениям и удобрениям» (нем. Boden, Pflanze, Düngung). В 1919 году издательство выпускает свои первые политические работы — «Цели и задачи немецкой политики в области сельского хозяйства» (нем. Ziele deutscher Agrarpolitik) и «Что делать? Размышления о будущем немецкого народа» (нем. Was nun? Zeitgemäße Betrachtungen über die nächste Zukunft des deutschen Volkes).
С 1920 года издательская группа «Леопольд Стокер» начинает публикацию авторов, связанных с националистическим Народным движением (нем. Völkische Bewegung), и первыми книгами становятся работы германиста Фердинанда Кул-Хольвальда (нем. Ferdinand Khull-Kholwald) «Называйте детей на немецкий лад!» (нем. Gebt den Kindern deutsche Namen!) и «История Германии» (нем. Deutsche Geschichte) Отто Яукерса (нем. Otto Jaukers). После публикации первой партии произведений националистов последовало продолжение — издательская группа выпустила работы видного антисемита Карла Хуффнагля (нем. Karl Huffnagl) «Иудаизм и социал-демократия» (нем. Judentum und Sozialdemokratie) , «Размышления о природе иудаизма» (нем. Juda. Kritische Betrachtungen über Wesen und Wirken des Judentums), «В тисках еврейства» (нем. Juden-Fibel) и «Республика» (нем. Repablick). Опубликованные работы отличались особым расистским и антисемитским характером — так, к примеру, в книге «Размышления о природе иудаизма» автор писал: «Хватит это терпеть! Евреи вдоволь поизмывались над нами, и настало время избавить немецкий народ от этой заразы». В 1929 году Леопольд Стокер публикует обличительные работы немецкого националиста Готфрида Никля (нем. Gottfried Nickl) «Двуличие книги „На Западном фронте без перемен“» (нем. Im Westen nichts Neues und sein wahrer Sinn) и «Германия, мы верим в тебя» (нем. Deutschland, wir glaubten an dich). По поводу опубликованных произведений Стокер в газете Börsenblatt от 23 июня 1938 года писал следующее:

Опубликованные мной книги воспевали не только стремление народа Восточной марки к воссоединению с великим Германским Рейхом, но и нашу приверженность Германии и борьбу против любых притеснений немецких патриотов. Мы с любовью относимся к фюреру немецкого народа Адольфу Гитлеру — истинному благодетелю немецкой нации, и поэтому первоочередной задачей любого книготорговца является максимально активное распространение патриотической литературы — это самое меньшее, что мы можем сделать для наших немецких товарищей.

В 1930 году Леопольд Стокер меняет название своей компании на Leopold Stocker Verlag и выпускает трилогию «Вставай, народ!» (нем. Ein Volk steht auf!) австрийского националиста Карла Итцингера (нем. Karl Itzinger). Сразу же после публикации книги властями Австрии она была запрещена к распространению на территории страны сроком на 16 месяцев. После аншлюса Австрии и выступления Гитлера на площади Хельденплац в Вене Стокер писал в газете Börsenblatt:

В книгах Карла Итцингера содержались прекрасные примеры самопожертвования и доблести, и они вдохновляли нас на борьбу против федеральных властей Австрии. Отрадно, что именно земляк Адольфа Гитлера Карл Итцингер своими произведениями поддерживал нас в трудную минуту и делал все возможное для обретения свободы и независимости нашего народа.

Вслед за трилогией Итцингера Леопольд Стокер публикует работы и других видных австрийских националистов: «Ein Rufer in deutscher Not» (1937) и «Unterm Fronjoch» (1938) Рихарда Ньюдорфа (Richard Neudorfer), «Du sollst mein Zeuge sein» (1938) Игона Хайека (Egon Hajek), «Ostmark-Trilogie» (1938/1939) Антона Штайнингера (Anton Steininger) и Der Freiheitskampf der Ostmark-Deutschen (1942) Отто Германа Райх фон Рорвига (Hermann Reich von Rohrwig).
После поражения Третьего Рейха издательство «Леопольд Стокер» временно приостанавливает работу, но в 1946 году возобновляет свою деятельность. После восстановления деятельности Леопольд Стокер перевыпускает политически нейтральные произведения типа «Mirabella» Рудольфа Шнеена (Rudolf Schnehen), но после непродолжительного перерыва возобновляет публикацию политических работ типа нем. «Die Lebensfähigkeit Österreichs» Антона Таучера (Anton Tautscher) и Эрнста Кюблера (Ernst Kübler).
При этом издательство «Леопольд Стокер» активно публикует работы национал-социалистической направленности под измененными названиями — так, к примеру, книга нем. «Unterm Fronjoch» Рихарда Нойдорфера была опубликована под названием нем. «Das neue Wesen». Позже работы этого автора были внесены в списки запрещённой литературы, как пропагандирующие идеи национал-социализма. Наряду с публикациями политической и национал-социалистической литературы издательство Леопольда Стокера выпускает журнал «Немецкий деревенский дом» (нем. Deutsche Landheimat), который с октября 1949 года выходит с периодичностью два раза в месяц.

### Издательская группа с 1950 до 1990-х годов
После смерти Леопольда Стокера в декабре 1950 года дела по издательскому бизнесу переходят к его дочери — Ильзе Дворак Стокер (Ilse Dvorak-Stocker).
В период с 1950-го по 1990-е годы Ильза Дворак Стокер занимается выпуском периодических работ по пчеловодству — «Журнал современного пчеловода» (нем. Bienenwelt: das Fachblatt für den zeitgemäßen Imker), «Пчёлы Альп» (нем. Alpenländische Bienenzeitung), и животноводству — «Животноводство в Австрии» (нем. Fleckviehzucht in Österreich), «Овцы и козы» (нем. Schafe aktuell).

### Издательская группа с 1995-го по настоящее время
Начиная с 1995 года контроль над издательской группой переходит к Вольфгангу Дворак-Стокеру (Wolfgang Dvorak-Stocker), сыну Ильзе Дворак Стокер. В 2004 году Вольфганг Дворак-Стокер регистрирует отдельную торговую марку Ares-Verlag для публикации «произведений на исторические темы», а в 2005 году полностью реорганизует издательскую группу. Изменения в структуре группы Вольфганг Дворак-Стокер прокомментировал следующим образом:

За время существования издательской группы мы привыкли работать на высоком профессиональном уровне, несмотря на некоторую противоречивость поднимаемых нашим издательством тем. Мы не хотим мусолить давно известные всем факты, но хотим дать нашим читателям новые темы для обсуждений, и именно поэтому мы запускаем новый проект Ares-Verlag.

Помимо проекта Ares-Verlag, c конца 1999 года каждый квартал издательская группа выпускает журнал «Новый порядок» (нем. Neue Ordnung).

## Общественное мнение

### Использование геральдических знаков региона Штирия
Партия Зелёных в марте 2004 года ходатайствовала в парламенте Штирии об отзыве права на использование издательской группой «Леопольд Стокер» геральдических знаков региона Штирия. В качестве аргумента партия Зелёных заявила об «антисемитской направленности издательства и публикации большого количества расистской, экстремистской и ревизионистской литературы». Парламент Штирии отклонил ходатайство партии Зелёных на основании того, что право на использование издательской группой «Леопольд Стокер» геральдических знаков Штирии было закреплено региональным законом, и для его изменения требовалась поддержка депутатов от других партий.

### Судебные разбирательства с активистами MayDay 2000
В марте 2006 года региональный суд Граца отклонил иск издательской группы «Леопольд Стокер» против активистов организации левого толка MayDay 2000. При описании деятельности издательской группы «Леопольд Стокер» активисты MayDay 2000 активно использовали термины «расисты», «антисемиты» и «ультраправые», которые суд признал «оценочными суждениями граждан, основанными на ряде фактов». Издательская группа «Леопольд Стокер» обжаловала решение суда, но зато активистам MayDay удалось привлечь внимание к деятельности издательства и собрать подписи против издательской группы «Леопольд Стокер».

### Реклама на поездах австрийских железных дорог
В 2007 году издательская группа «Леопольд Стокер» выкупила рекламные места на поездах австрийских железных дорог, курсирующих между Грацем и Веной. Когда руководство австрийских железных дорог узнало, с кем имеет дело, то немедленно предложило разорвать контракт, но наткнулось на отчаянное сопротивление издательской группы «Леопольд Стокер». После окончания годового контракта на размещение рекламы в поездах австрийских железных дорог издательской группе «Леопольд Стокер» было отказано в продлении договора.

## Журнал «Neue Ordnung»
После того, как издательство «Леопольд Стокер» начало публикацию журнала «Neue Ordnung», ряд экспертов отметил его экстремистскую направленность. Журналист Карл Пфайфер (Karl Pfeifer) в своем интервью от 25 апреля 2005 года газете «haGalil» так прокомментировал редакционную политику журнала:

Выпускаемый издательством «Леопольда Стокера» журнал «Neue Ordnung» (NO) представляет собой площадку для авторов, придерживающихся ультраправых и антисемитских взглядов.

Мнение Карла Пфайфера поддерживает Андреас Пехам (Andreas Peham) — эксперт австрийского государственного института по документированию преступлений нацизма (нем. Dokumentationsarchiv des österreichischen Widerstandes)

В журнале «Neue Ordnung» публикуются статьи, которые в позитивном свете рассматривают идеологические истоки фашизма (немецкий национализм, элитизм и фольксгемайншафт) и вопросы его противостояния с демократическими институтами, индивидуализмом и либерализмом. Помимо этого редакция журнала проводит политику исторического ревизионизма по отношению к концентрационным лагерям, исповедует радикальный антисемитизм и расовую нетерпимость.

## Ares-Verlag
Издательская группа «Леопольд Стокер» создала торговую марку Ares-Verlag для публикации «мнения консервативной общественности» на «различные исторические события». Первой опубликованной книгой стала работа видного ультраправого деятеля Гаспара фон Шренк-Нотцинга (Caspar von Schrenck-Notzing), целью которой являлось «перевоспитание немецкого народа». Следующей работой, выпущенной под торговой маркой Ares-Verlag, стала книга «Мультикультурализм и политика вины: На пути к светской теократии» (англ. Multiculturalism and the Politics of Guilt: Towards a Secular Theocracy) американского консерватора Поля Готфрида (англ. Paul Gottfried).

### Авторы
Под торговой маркой Ares-Verlag выпускаются работы следующих авторов
| - Jost Bauch - Dirk Bavendamm - Alain de Benoist - Anton Bossi Fedrigotti - Werner Bräuninger - John Charmley - Martin van Creveld - Joscelyn Godwin - Martin Graf - Klaus Hornung - Герд-Хельмут Комосса - Martin Lichtmesz | - Armin Mohler - Klaus Motschmann - Ingo von Münch - Heinz Nawratil - Hans Georg Prager - Ingomar Pust - Рудольф фон Риббентроп — бывший офицер войск СС, сын министра иностранных дел Третьего Рейха Иоахима Риббентропа - Helmut Roewer - Johannes Rogalla von Bieberstein - Olaf Rose | - Barbara Rosenkranz - John Philippe Rushton - Caspar von Schrenck-Notzing - Guntram Schulze-Wegener - Wolfgang Seiffert - Thor von Waldstein - Volkmar Weiss - Karlheinz Weißmann - Franz Uhle-Wettler - Stefan Winckler - Claus M. Wolfschlag - Alfred de Zayas |